# Wechselfeuchte Pflanze
Wechselfeuchte (poikilohydre, poikilohydrische) Pflanzen besitzen keine Organellen zur Regulation der Aufnahme und Abgabe von Wasser. Sie sind nur bei einem hohen relativen Dampfdruck ihrer Umgebung zu aktivem Leben fähig, da sie keine die Verdunstung einschränkende Substanzen in der Zellwand (Cutin und Suberin) besitzen. Sie gleichen ihren Wassergehalt weitgehend dem Feuchtigkeitszustand ihrer Umgebung an (Nebel, Tau, Regen). Ihre Zellen haben keine Zentralvakuole. Das Plasma schrumpft bei Eintrocknung allmählich, der Stoffwechsel wird eingeschränkt.
Durch das Fehlen einer großen Zentralvakuole schrumpfen wechselfeuchte Pflanzen bei stärkerem Wasserverlust nicht ein. Die Stoffwechselaktivität wird eingeschränkt; die Pflanzen sterben aber nicht ab. Bei Verbesserung der Wasserverfügbarkeit quellen die Pflanzen auf und die Lebensprozesse laufen wieder voll an. Wechselfeuchte Pflanzen sind trockenresistent und somit sehr gut an ständig wechselnde Umweltbedingungen (wie Trocken- und Feuchtperioden) angepasst.
Zu den wechselfeuchten Organismen gehören die meisten Thallophyten wie Algen, Flechten, Pilze und Moose sowie verschiedene Bakterien, Farne und wenige Samenpflanzen. Im Gegensatz dazu können eigenfeuchte Pflanzen (homoiohydre, homoiohydrische Pflanzen) den Wasserhaushalt in den Zellen konstant halten.
Nicht zu verwechseln sind die wechselfeuchten Pflanzen mit Pflanzen wechselfeuchter Standorte.

## Entstehung
In der Evolution haben sich auf Grund von sehr schwierigen, harten Umweltbedingungen und starkem Wassermangel hochspezialisierte austrocknungstolerante Pflanzen entwickelt. So müssen solche Pflanzen lange Trockenperioden überstehen, die zudem oft kurz und unregelmäßig sind. Phasen von Feuchtigkeit müssen die austrocknungstoleranten Pflanzen möglichst schnell und effektiv ausnutzen. Aus diesem besonderen Bedarf hat sich daher die Möglichkeit entwickelt, dass einige Pflanzen bis zu 95 % des Wassergehaltes verlieren können. Dabei müssen sie einige Probleme innerhalb ihrer Zellen lösen, z. B. das Ablösen der Zellmembran von der Zellwand (Embolien) und das Absterben von Chloroplasten. Solche Pflanzen, die ihre Chloroplasten nach der Austrocknung wieder neu bilden können, nennt man poikilochlorophyll.

## Überlebensstrategien während der Austrocknung
Auferstehungspflanzen haben besondere Strategien entwickelt, damit sie längere Austrocknungsphasen überdauern können.
- Einkeimblättrige Pflanzen haben ein spezielles abnormales Dickenwachstum entwickelt, wodurch sie auch in die Breite wachsen können. Dies findet man vor allem bei Vellozia.
- Die Bildung von Scheinstämmen (Pseudostems) bei den Einkeimblättrigen, also die Halmbildung durch überlappende Blattbasen, kann ebenso von Vorteil sein.
- Vegetative Vermehrung durch Bildung von Ausläufern (Stolonen) und Verzweigungen ist über das gesamte Pflanzenreich verbreitet. Dies hat den Vorteil, dass die Pflanzen keine komplizierten Reproduktionszyklen durchführen müssen.
- Die Pflanze Borya constricta kann ATP während Austrocknung konservieren (solange der Wassergehalt der Zellen größer als etwa 30 % ist). Jedoch erholt sich der ATP-Spiegel nach Wasserzufuhr nur langsam. Zudem bildet die australische Pflanze Saccharose während der Austrocknung, wenn der Turgordruck innerhalb der Zelle sinkt. Dies ist sonst fast ausschließlich bei Samen zu finden.
- Die Bildung von Adventivwurzeln erhöht ebenfalls die Überlebenschancen. Solche Wurzeln werden direkt am Halm oder Spross gebildet. Das hat den Vorteil, dass ein Wachstum auch auf abgestorbenen Pflanzenteilen möglich ist. Zudem können Nährstoffe von alten bereits abgestorbenen Pflanzenteilen erneut genutzt werden.
- Durch spezielle Luftwurzeln (dem Velamen radicum, das vor allem von Orchideen bekannt ist) kann bei Regen das Wasser extrem schnell aufgenommen werden.
- Viele Farnpflanzen haben spezielle xeromorphe Blätter entwickelt, deren longitudinale Furchen ein Ein- und Ausrollen der Blätter ermöglichen. Auf der Innenseite der Furchen sitzen geschützt Stomata, die bei Trockenheit durch das eingerollte Blatt automatisch geschlossen sind. Bei Regen ermöglichen reverse hygroskopische Bewegungen, die durch Quellung von Turgor-Zellen erreicht werden, ein Ausrollen der Blätter.
- Eine dichte Schicht von Wurzeln und überlappenden Blättern kann auch vor Feuer schützen, die in trockenen Gebieten häufig vorkommen. Dies geschieht vor allem durch Einlagerung von Sauerstoff-undurchlässigen Harz-Schichten.
- Chamaegigas intrepidus, die derzeit einzig bekannte aquatische Wiederauferstehungspflanze, kann bis zu 80 % seiner Masse verlieren. Dabei akkumuliert sie Abscisinsäure in ihren Zellen.

## Vertreter in verschiedenen Taxa
Austrocknungstolerante Gefäßpflanzen treten in 13 Familien mit derzeit rund 330 bekannten Arten auf. Hierbei finden sich die meisten Vertreter bei den Einkeimblättrigen Pflanzen und den Farnartigen Pflanzen. Bei den Dreifurchenpollen-Zweikeimblättrigen Pflanzen (Rosopsida) finden sich nur relativ wenige Vertreter, was vor allem an der fehlenden Parallelnervatur der Blätter und damit deren eingeschränkter Einrollfähigkeit liegt. Die „Wiederauferstehungspflanzen“ sind zudem mehrfach unabhängig voneinander (polyphyletisch) entstanden. Man spricht hierbei auch von Konvergenz.
Austrocknungstolerante Pflanzen (oder häufig auch „Wiederauferstehungspflanzen“ genannt) kommen gehäuft auf Sonderstandorten wie Inselbergen, Felsen, in flachen Senken, in Spalten oder in Fels-Becken vor. Ihre Diversitätsschwerpunkte liegen in Südostafrika auf Madagaskar, in Südamerika in Brasilien und in Westaustralien. In den Tropen ist die Artenvielfalt am größten, weil dort saisonale Trockenzeiten überwiegen.

### Auswahl von Vertretern der Pteridophyta
Bei den Farnartigen Pflanzen (Pteridophyta) sind momentan rund 50 Arten bekannt, wovon drei Familien besonders artenreich an austrocknungstoleranten Pflanzen sind.
- In der Farnfamilie Pteridaceae ist die Gattung Doryopteris wichtig.
- In der Farnfamilie Streifenfarngewächse (Aspleniaceae) gibt es in der Gattung Streifenfarne (Asplenium) solche Arten.
- Bei den monotypischen Moosfarnen (Selaginellaceae) gibt es in ihrer einzigen Gattung Selaginella einzelne Arten, wovon in Mitteleuropa zur Weihnachtszeit auch die Unechte Rose von Jericho verkauft wird.

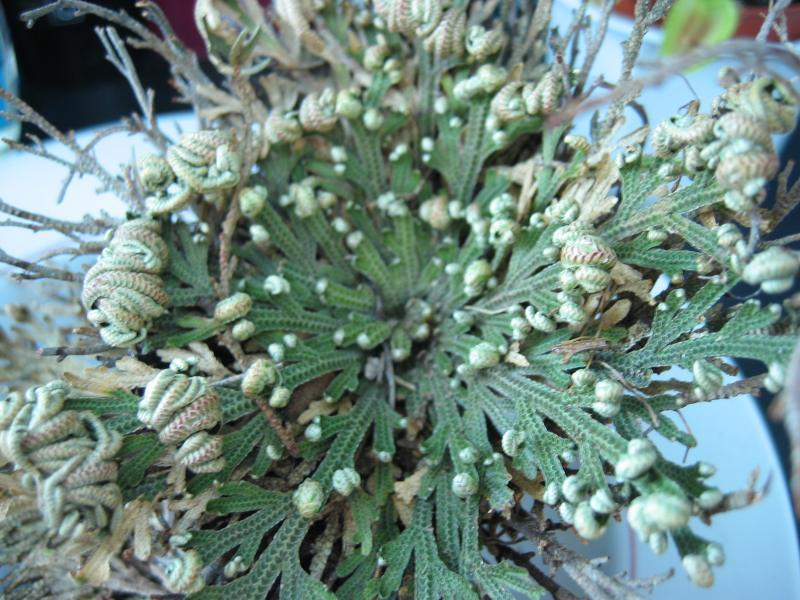
Feuchte Unechte Rose von Jericho (Selaginella lepidophylla)
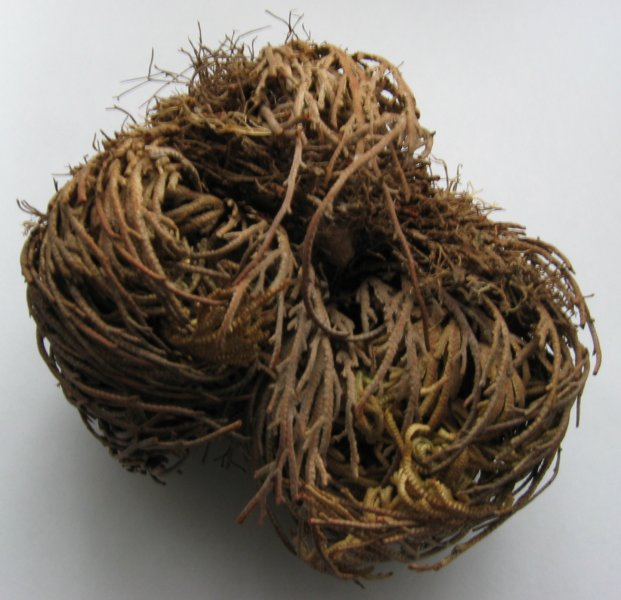
Trockene Unechte Rose von Jericho (Selaginella lepidophylla)
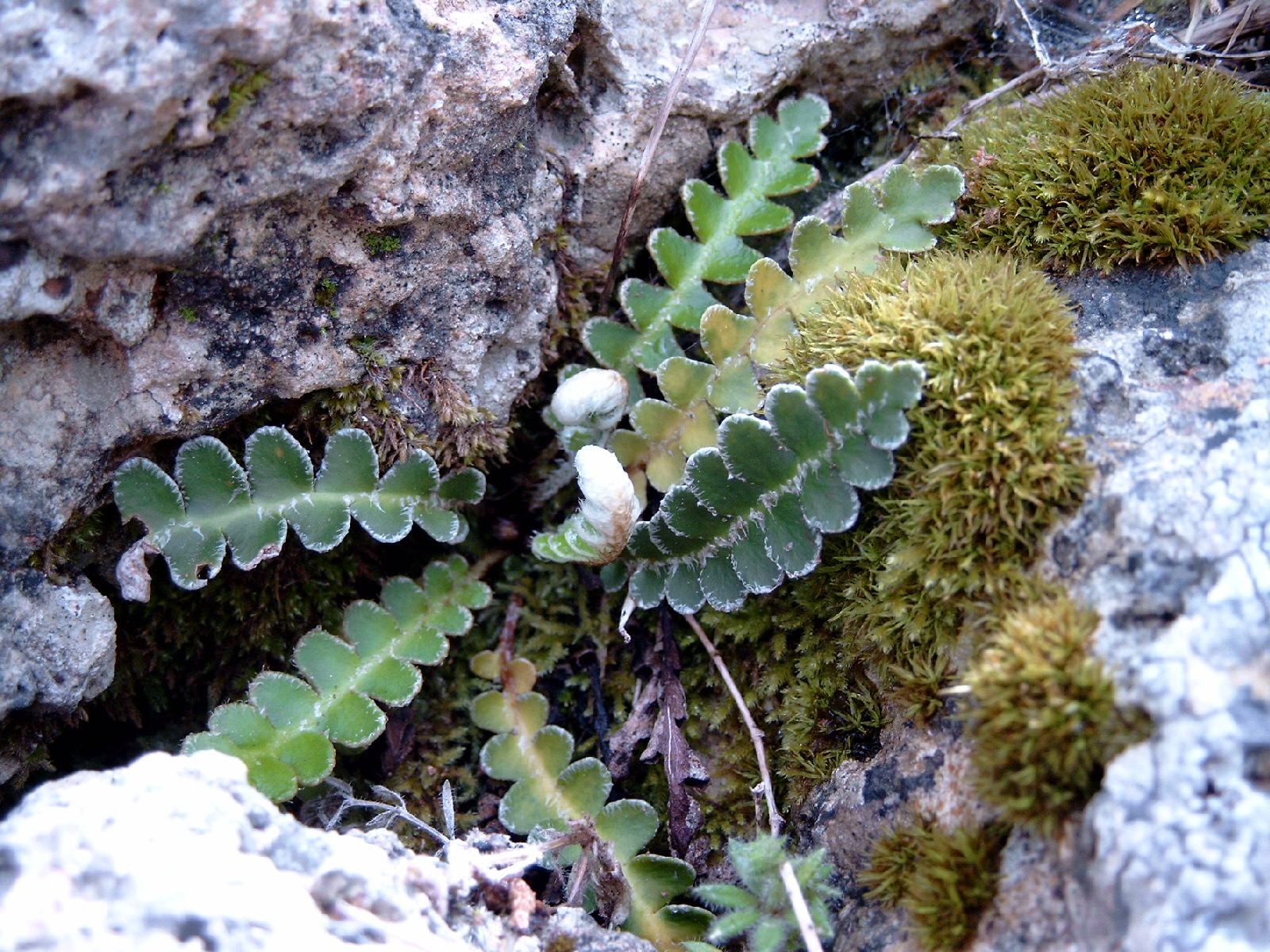
Milzfarn (Asplenium ceterach)
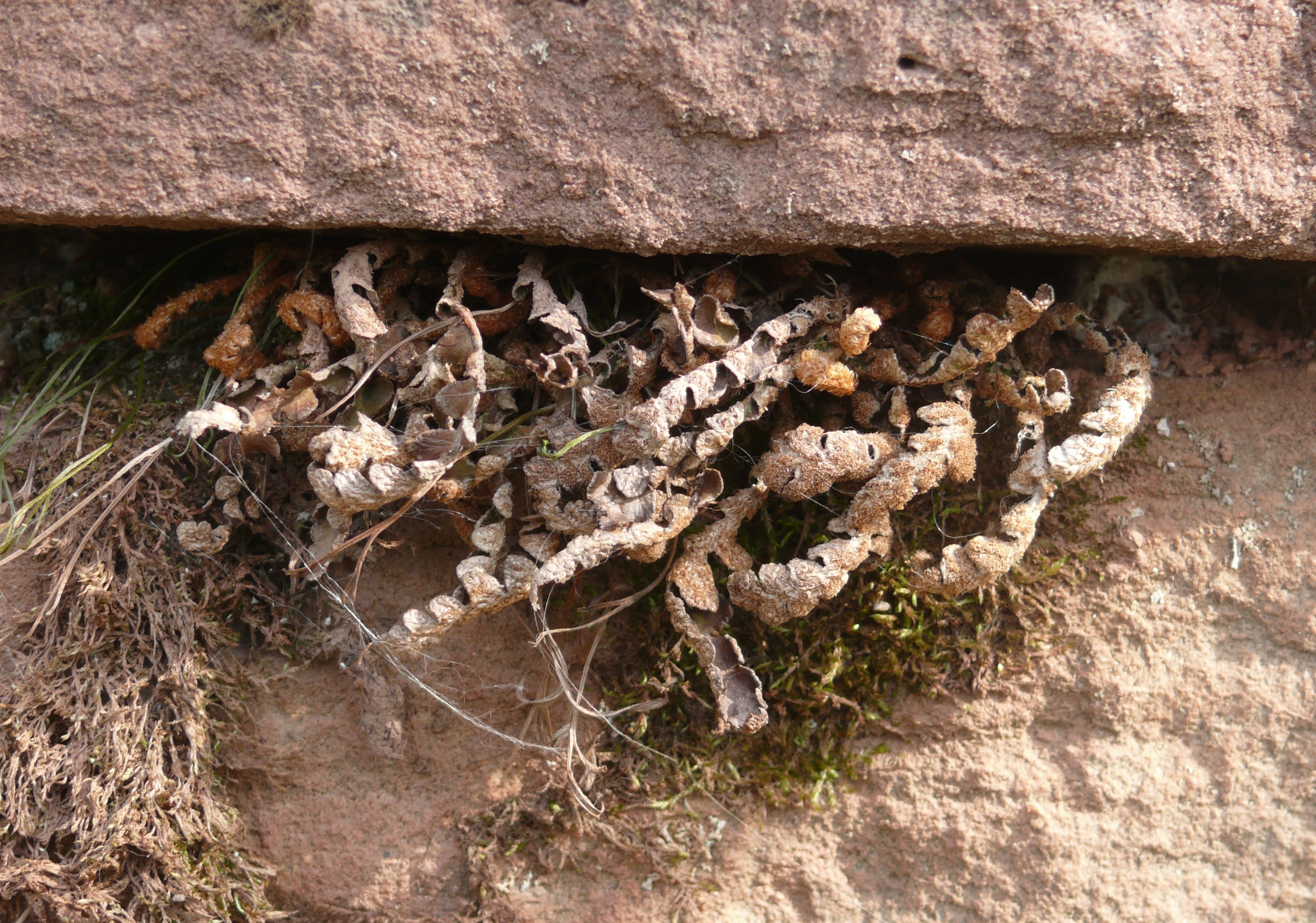
Fast trockener Milzfarn

### Auswahl von Vertretern der Einkeimblättrigen
Die Einkeimblättrigen (monocotylen) Pflanzen beherbergen die größte Vielfalt an solchen Arten und derzeit sind rund 250 austrocknungstolerante Vertreter bekannt. Einige bedeutende Familien sind mit solchen Arten sind:
- Die Velloziaceae sind die artenreichste Familie mit „Wiederauferstehungspflanzen“ und beherbergen mehr als 200 solche Arten. Wichtige Vertreter sind u. a. Vellozia, Barbacenia, die sehr häufig in Brasilien und auf dem afrikanischen Kontinent auftreten.
- Die Süßgräser (Poaceae) enthalten sechs Gattungen mit austrocknungstoleranten Arten, u. a. Micraira, Microchloa, Tripogon und Eragrostis. Sie sind häufig in flachen Mulden oder Senken zu finden und bilden Matten.
- Die Sauergräser (Cyperaceae) enthalten sieben Gattungen, darunter die auf Inselbergen häufige Gattung Trilepis, Afrotrilepis und Microdracoides.
- Die Boryaceae sind mit der Gattung Borya in Australien heimisch.

### Auswahl von Vertretern der Dreifurchenpollen-Zweikeimblättrigen Pflanzen
Bei den Dreifurchenpollen-Zweikeimblättrigen Pflanzen (Rosopsida) sind nur etwa 30 austrocknungstolerante Arten bekannt.
- Die Familie der Linderniaceae beherbergt einige austrocknungstolerante Arten der Gattung Craterostigma.
- Zur Familie der Wegerichgewächse (Plantaginaceae) gehört die Gattung Limosella. Sie kommt gehäuft in Ost-Afrika in „Fels-Becken“ (direkt übersetzt aus dem Englischen „rock pools“) vor.
- Die  Familie Myrothamnaceae (Gunnerales) enthält nur die Gattung Myrothamnus mit zwei Arten.
- Von den Gesneriaceae (Lamiales) kommt auch die einzige austrocknungstolerante Gattung in Europa vor: Ramonda serbica,[1] Ramonda nathaliae, Ramonda myconi